# Atmosphère de Saturne
Pour les articles homonymes, voir Atmosphère.
L'atmosphère de Saturne est une atmosphère composée principalement d'hydrogène et d'hélium, et présente donc des similitudes, non seulement de composition, mais également de structure avec celle des trois autres planètes géantes du système solaire (la géante gazeuse Jupiter, catégorie dont fait partie Saturne, et les deux géantes de glace Uranus et Neptune).

## Composition
L'hydrogène qui compose l'atmosphère se transforme lentement en liquide avec la profondeur et l'augmentation de la pression. En dessous de l'hydrogène se trouve l'hélium liquide, qui est plus lourd.
Le 19 juillet 2018, l'Union astronomique internationale annonce, dans la circulaire électronique 4535, la première détection de cyanure d'hydrogène (HCN) dans l'atmosphère de Saturne. Cette détection a été faite par T. Fouchet, R. Moreno, T. Cavalie, E. Lellouch, S. Guerlet, A. Spiga et A. Mullet. Plus précisément, ils ont détecté la raie de HCN(4-3) à 354,5 gigahertz grâce à des observations effectuées avec ALMA le 25 mai 2018.

### Abondances relatives
L'analyse du spectre infrarouge de l'atmosphère de Saturne montre que le rapport C:H (carbone sur hydrogène) est 6 fois supérieur à celui du Soleil. Cette observation est cohérente avec celles relatives aux atmosphères des autres planètes géantes du système solaire (le rapport C:H est de 2,9 pour Jupiter, 30–40 pour Uranus et Neptune) et indique que lors de leur formation à partir des gaz de la nébuleuse solaire, leur atmosphère s'est enrichie en carbone par l'apport de corps célestes solides.

## Structure
Le profil de température jusqu'à quelques bars a été mesuré, pour les atmosphères des quatre planètes géantes du système solaire, par occultation radio, les sondes du programme Voyager. Tout comme l'atmosphère des quatre autres géantes gazeuses, celle de Saturne montre une température minimale (tropopause) à environ 100 mbar, une température d'environ 80 K (−190 °C) et une altitude d'environ 100 km au-dessus de la surface à 1 bar. Cette dernière sépare la troposphère située en dessous et la stratosphère située au-dessus. Il existe également une thermosphère à très haute altitude. 
L'homopause est située à 0,1 Pa, environ 650 km au-dessus de la surface à 1 bar.
Le flux thermique s'échappe par convection lorsque la pression atmosphérique est supérieure à 1 bar, puis directement par radiation vers l'espace lorsqu'elle est inférieure à 0,1-0,3 bar.
| Altitude | Pression | Température | Température | Masse volumique |
| -------- | -------- | ----------- | ----------- | --------------- |
|          | 0,1 bar  | 84 K        | −189 °C     |                 |
|          | 1 bar    | 134 K       | −139 °C     | 0,19 kg/m3      |

### Troposphère

#### Couches nuageuses
La troposphère de Saturne est composée de plusieurs couches nuageuses, comme pour Jupiter ; à la différence de cette dernière, les nuages sont plus pâles, et plus larges près de l'équateur. La localisation de ces nuages est supposée correspondre aux régions ou la vapeur d'eau peut se condenser en gouttelettes. La température y varie de −130 °C à 80 °C.
De haut en bas les couches nuageuses sont les suivantes :
- la couche supérieure, visible depuis l'espace, est composée de nuages de glace d'ammoniac NH3. Elle se trouve 100 km en dessous de la tropopause[N 1]. La température y est d'environ −250 °C[5]. Des modélisations d'équilibre thermochimiques réalisées par Atreya et Wong 2005 conduisent à estimer la base de ces nuages à environ 2 bar, les nuages s'étendant jusqu'à environ 0,5 bar ; la température y évolue dans la plage 100 à 140 K (−170 à −130 °C)[6].

- la seconde couche est fait de nuages d'hydrosulfure d'ammonium NH4SH. Elle se trouve à 170 km sous la tropopause, là ou les températures sont de −70 °C[5]. Atreya et Wong 2005 évaluent par calcul que ces nuages ont leur base à la pression de l'ordre de 6 bar, et s'étendent jusqu'à environ 3 bar[6]. Ces mêmes calculs indique que cette couche est entremêlée avec une couche constituée de nuages de glace d'eau H2O s'étendant dans la plage 2,5 à 9,5 bar en pression et 185 à 270 K (−90 à 0 °C) en température[6].

- la troisième couche nuageuse, la plus basse, se trouve là où la température atteint 0 °C[5]. Les calculs indiquent que les nuages sont constitués de gouttes d'eau H2O et d'ammoniac NH3, liquides, en solution, s'étendant dans la plage 10 à 20 bar en pression et 270 à 330 K (0 à 60 °C) en température[6].

#### Gradient thermique atmosphérique
De façon semblable à l'atmosphère des trois autres planètes géantes du système solaire, la troposphère de Saturne est caractérisée par un gradient thermique atmosphérique proche du gradient thermique adiabatique sec lorsque la pression dépasse environ 1 bar.

### Stratosphère
La mission Cassini a découvert des similitudes entre la stratosphère de saturne et celle de la Terre à l'aide d'un spectromètre thermique. La mission a en effet constaté une oscillation de la température au niveau de l'équateur sur une période de 15 ans.
De l'eau a été détectée dans la stratosphère de Saturne, sa répartition est inhomogène et de l'ordre de 1,1 ppb aux latitudes équatoriales. Cette eau provient vraisemblablement des geysers d'Encelade.

### Thermosphère
La température de la thermosphère de Saturne est de l'ordre de 600-1 000 K à une pression de 1 × 10−6 bar.
Cette température est supérieure à celle que peut produire le rayonnement solaire ; de ce fait d'autres mécanismes que le chauffage solaire doivent être envisagés pour expliquer ce phénomène.

## Climat
Saturne, bien que calme en apparence, possède un climat violent. Au pôle sud de la planète se trouve un ouragan dont la taille est supérieure à celle des États-Unis avec près de 8 000 km de large. À la différence de la Grande tache rouge de Jupiter, cet ouragan possède un œil qui le rend proche des ouragans terrestres. Au pôle nord se trouve une structure de forme hexagonale stable.
La présence de foudre un million de fois plus puissante que sur Terre est aussi supposée. En effet la foudre est difficilement observable du fait du clair d'anneaux qui éclaire la face ombragée de la planète.

### Grande tache blanche

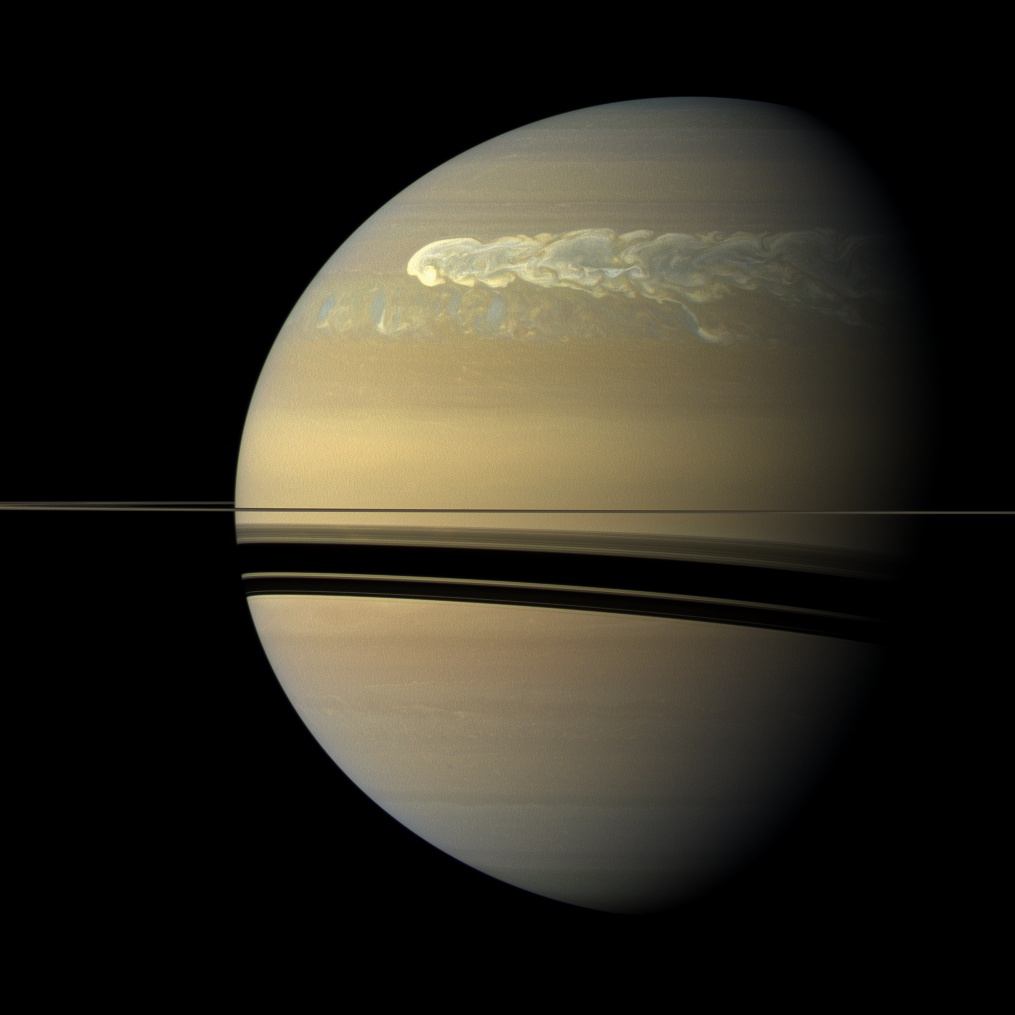
Un énorme orage photographié par la sonde Cassini en été 2011.

La grande tache blanche est un phénomène saturnien éphémère qui se reproduit environ tous les 30 ans (c'est-à-dire environ chaque année saturnienne). Des grandes taches blanches ont été observées en 1876, 1903, 1933, 1960 et 1990, ce dernier observé par Hubble et absent lors du passage des sondes Voyager. En 1994, un autre orage de taille plus modeste a été observé.
De manière similaire à Jupiter, l'atmosphère de Saturne est organisée en bandes parallèles, même si ces bandes sont moins visibles et plus larges près de l'équateur. En fait, le système nuageux de Saturne ne fut observé pour la première fois que lors des missions Voyager. Depuis, les télescopes terrestres ont fait suffisamment de progrès pour pouvoir suivre l'atmosphère saturnienne et les caractéristiques courantes chez Jupiter (comme les orages ovales à longue durée de vie) ont été retrouvées chez Saturne. En 1990, le télescope spatial Hubble a observé un énorme nuage blanc près de l'équateur de Saturne qui n'était pas présent lors du passage des sondes Voyager. En 1994, un autre orage de taille plus modeste a été observé. Si la périodicité se maintient, une autre tempête devrait se produire vers 2020.